# 芋洗坂
座標: 北緯35度39分45秒 東経139度43分57秒 / 北緯35.66250度 東経139.73250度

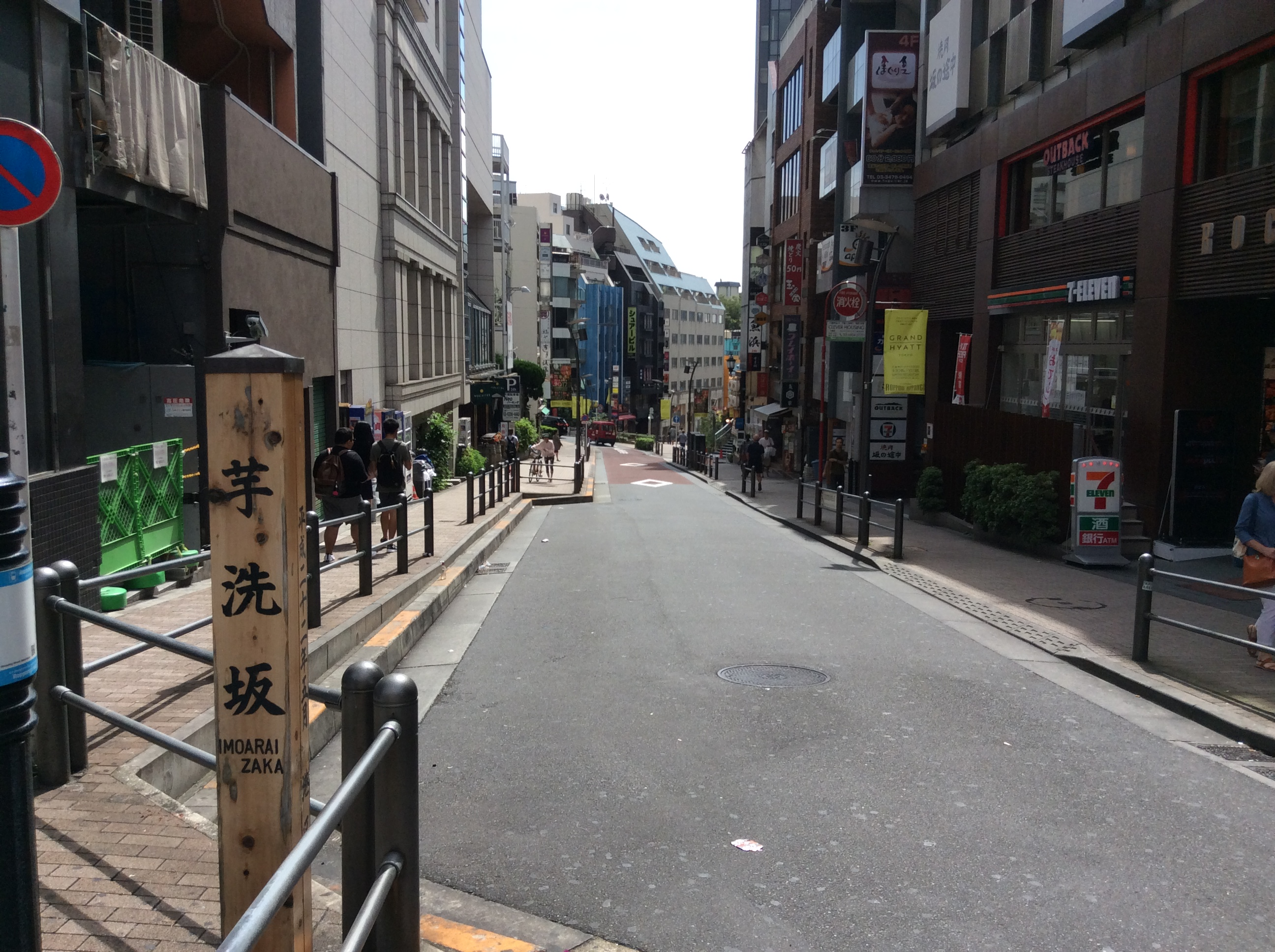
芋洗坂、麻布十番方面に降る（2017年9月24日撮影）

芋洗坂（いもあらいざか）は、東京都港区六本木にある坂である。

## 概要
東京都港区六本木五、六丁目の朝日神社前の坂であり、この一帯はかつて北日ヶ窪町という地名であった。
芋洗坂は、六本木通りと外苑東通りが交差する「六本木交差点」にある喫茶店『アマンド』の左脇に始まって、六本木駅前郵便局、朝日神社（朝日稲荷）を経て、Zeppブルーシアター六本木（旧インボイス劇場、六本木ブルーマンシアター、六本木ブルーシアター）周辺まで下る坂を指す。ただし芋洗坂からZeppブルーシアター六本木に直接入ることはできない。
一方、西側の麻布税務署、麻布警察署裏（かつての材木町）に始まって現在の芋洗坂へ合流する坂は「饂飩坂（うどんざか）」と呼ばれる。古い資料には、こちらの坂こそが「芋洗坂」であり、合流先のほうが「饂飩坂」であると記載しているものも複数存在するが、通常の認識のように六本木交差点から直接下る本坂が芋洗坂、合流してくる坂を饂飩坂と解釈するのが妥当であるとされる。饂飩坂について 『新撰東京名所図会』は、「饂飩坂は芋洗坂の中程より西へ正信寺の方へ行く坂をいふ。饂飩を鬻ぐ（ひさぐ）商店など在りしに因り名づくるか」と記している。

## 由来
「芋洗坂」の名の由来については諸説ある。

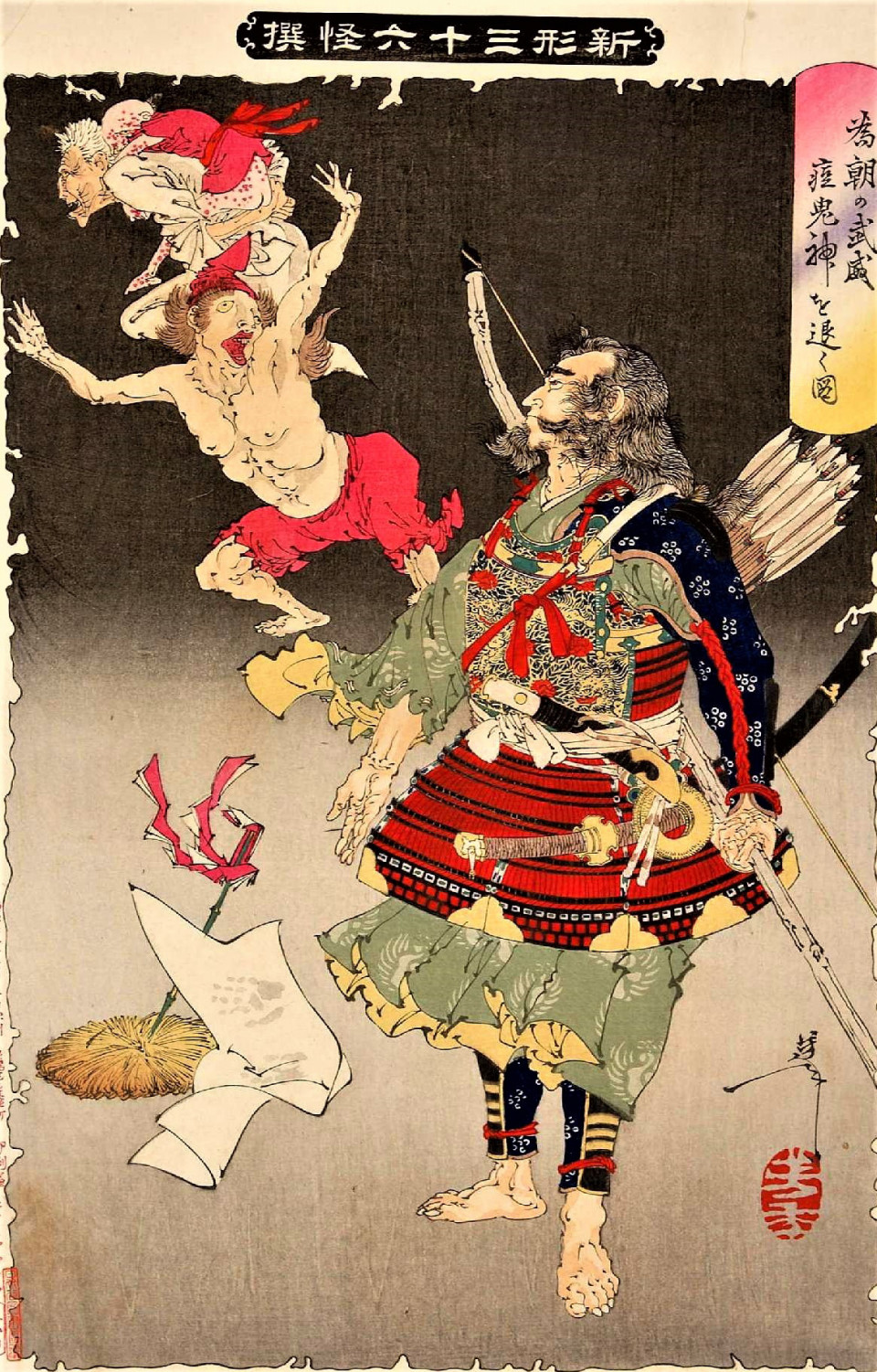
左上に描かれているのが、疱瘡に罹患した児、もしくは子供の疱瘡神という
『新形三十六怪撰』

1917年（大正6年）に出版された『新編江戸志』には、「芋洗坂。日ヶ窪より六本木へ上る坂。坂下稲荷社あり、麻布氷川の持也。毎年秋、近在より芋を馬にてはこび来り、稲荷宮の辺にて日毎に市あり、ゆへに名付けるかと江戸砂子に見ゆ」との記載があり、坂下の朝日稲荷の前で芋が売られていたためにこの名が付いたと紹介されている。
一方、古来「芋（いも）」と言えばあばた・疱瘡（痘瘡）のことも表し、「いもあらい」とは疱瘡（天然痘）に罹患した際に神仏に祈願し、お水で洗うことであった。すなわち、各所にみられる「芋洗坂」とは疱瘡神の傍の坂道であり、当地においても寛文年間や寛延年間の地図で坂沿いに見られる法典寺の弁財天が「いもあらい」の祈念が行われ、それが名称の起源であるとの解釈もされる。坂に現存する朝日稲荷は「いもあらい稲荷」ではなく、すなわち疱瘡神とは考えられていない。
名称に関連してはほかに、付近に家主の源六という者が営む芋問屋があった、坂下に芋問屋があったために芋洗坂となったなどの記載もある。

## その他の「いもあらい坂」
東京に残る「いもあらい坂」には、麻布六本木の芋洗坂のほかに2ヶ所が知られる
- 一口坂（いもあらいざか）

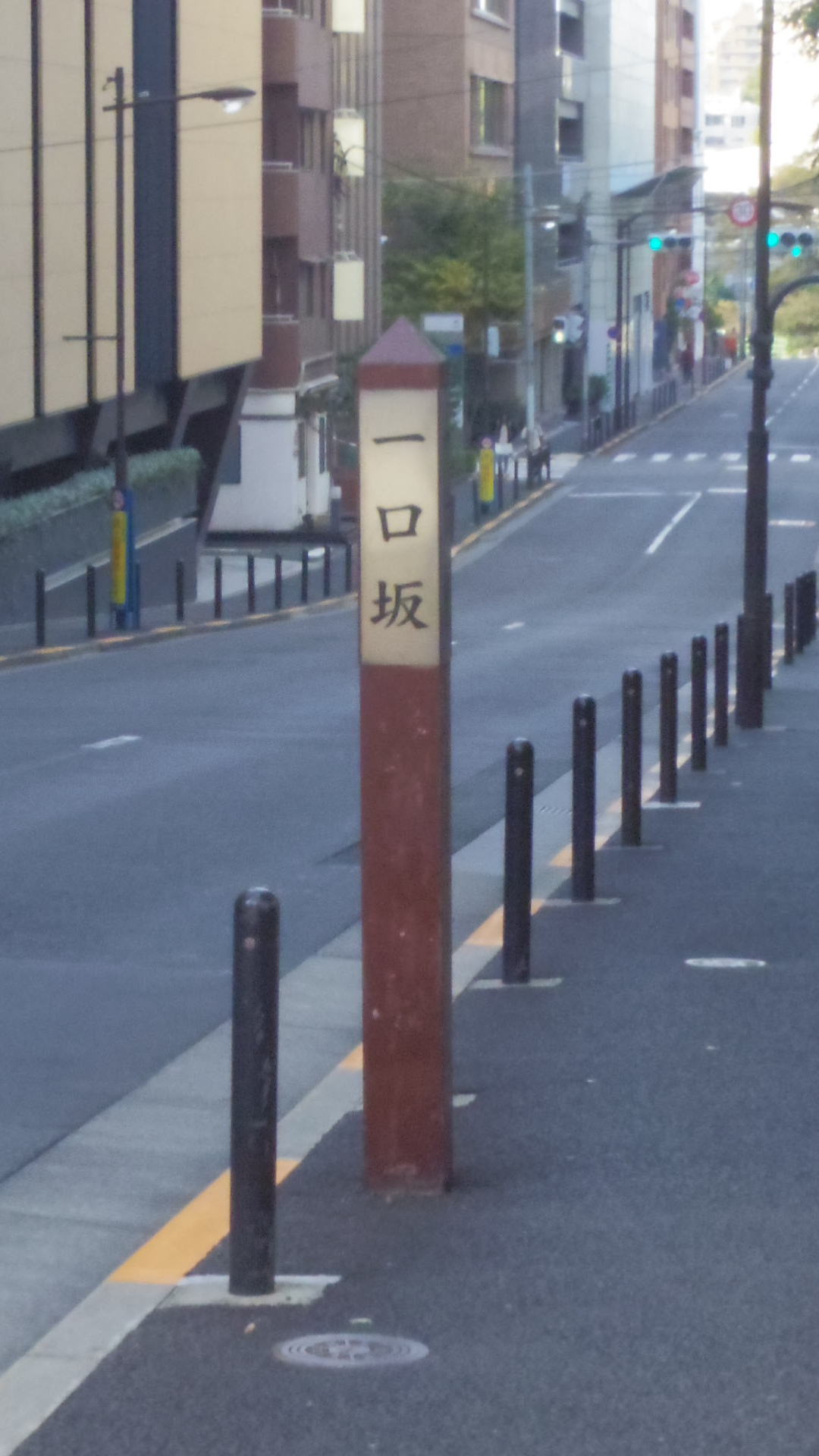
一口坂（九段北）

  - 千代田区神田駿河台にある坂で、淡路坂とも呼ばれる[5]。この坂の頂上には一口稲荷（いもあらいいなり）があり、慶安年間には若林兼次という武士が子供のころに重症の痘瘡に罹ったが、祖母がこの稲荷に三七日のあいだ祈り続けたところ、満願の日に疱瘡がとれたと伝わる[5]。
- 一口坂（ひとくちざか）
  - 千代田区九段北三丁目と四丁目の境界にある坂で、もとは「いもあらいざか」であったが、明治時代以降には「ひとくちざか」との誤読が定着した[5]。この付近での疱瘡神にまつわる記録は不明である[5]。坂には録音スタジオ、一口坂スタジオがあった。